# Schizomavella lata
Schizomavella lata är en mossdjursart som först beskrevs av William MacGillivray 1883.  Schizomavella lata ingår i släktet Schizomavella och familjen Bitectiporidae. Inga underarter finns listade i Catalogue of Life.